# بسکانو
بسکانو (به اسپانیایی: Bescanó) یک منطقهٔ مسکونی در اسپانیا است که در ژیرونس واقع شده‌است. بسکانو ۳۵٫۹ کیلومتر مربع مساحت دارد ۱۰۲ متر بالاتر از سطح دریا واقع شده‌است.